# FED Cup 1998 (football americano)
La FED Cup 1998 è stata la 2ª e ultima edizione della Fed Cup di football americano, organizzata dalla EFAF.

## Squadre partecipanti
| Club                              | Città               | Stadio | Sponsor ufficiale | Risultato nella stagione 1997        |
| --------------------------------- | ------------------- | ------ | ----------------- | ------------------------------------ |
| Mousquetaires du Plessis-Robinson | Le Plessis-Robinson |        |                   | Quarto posto in Division I           |
| Hanau Hawks                       | Hanau               |        |                   | Semifinalisti del campionato tedesco |
| Graz Giants                       | Graz                |        |                   | Campioni d'Austria                   |

## Semifinali
| 1998 | Hanau Hawks | 59 – 18 | Mousquetaires du Plessis-Robinson |  |

## Finale
| 1998 | Hanau Hawks | 48 – 34 | Graz Giants |  |

## Verdetti
- Hanau Hawks vincitori della FED Cup 1998